# خوسيه أنخيل أنتلو
خوسيه أنخيل أنتلو (بالإسبانية: José Ángel Antelo)‏ مواليد 7 مايو 1987 في سانتياغو دي كومبوستيلا، هو لاعب كرة سلة إسباني بدأ مسيرته الاحترافية في سنة 2004 يلعب مع فريق سي بي مورسيا في الدوري الإسباني لكرة السلة ويحمل الرقم 6. يبلغ طوله 6 قدم 8 بوصة (2.0 م). لعب مع عدة فرق كباسكت سرقسطة 2002، بلباو باسكت، بالونكيستو فوينلابرادا وسي بي مورسيا.

## روابط خارجية
- خوسيه أنخيل أنتلو على موقع الاتحاد الدولي لكرة السلة (الإنجليزية)
- خوسيه أنخيل أنتلو على موقع الدوري الإسباني لكرة السلة (الإسبانية)
- خوسيه أنخيل أنتلو على موقع كرة السلة الأوروبية.كوم (الإنجليزية)
- خوسيه أنخيل أنتلو على موقع ريلجم (الإنجليزية)
- خوسيه أنخيل أنتلو على موقع سبورتس رفرنس (الإنجليزية)